# Coelioxys barkeri
Coelioxys barkeri är en biart som beskrevs av Cockerell 1920. Coelioxys barkeri ingår i släktet kägelbin, och familjen buksamlarbin. Inga underarter finns listade i Catalogue of Life.